# Psammoecus serrulatus
Psammoecus serrulatus is een keversoort uit de familie spitshalskevers (Silvanidae). De wetenschappelijke naam van de soort werd in 1864 gepubliceerd door Montrouz.